# Baeyens (geslacht)

Geslachtswapen (1904)

Baeyens is een sinds 1904 tot de Belgische adel behorend geslacht.

## Geschiedenis
De stamreeks gaat terug tot Pierre Baeyens die in 1694 gedoopt werd, tevens eerste vermelding van een lid van dit geslacht. Op 3 september 1904 werd Ferdinand Livin Baeyens (1837-1914), gouverneur van de Generale Maatschappij, verheven in de erfelijke Belgische adel met de titel van baron overgaande bij recht van eerstgeboorte; zijn zoon Marcel verkreeg in 1910 vergunning om al tijdens het leven van zijn vader de titel van baron te dragen. Behalve het hoofd van het huis draagt nageslacht de titel van jonkheer of jonkvrouw. Anno 2017 leefden er nog acht mannelijke telgen (geboren in 1935, 1965, 1966, 1974, 1979, 1980, 1989 en 1995); Waarvan slechts 1 nog in België woont.

### Wapenbeschrijving
Doorsneden, in het zilveren hoofd, een uitkomende blauwe leeuw, in de roode punt, drie zilveren penningen. Het schild voor [de titularis] gedekt met eene baronnenkroon, en versierd met als schildhouders twee omgewende, rood genagelde en getongde, gouden leeuw[en], het schild voor [de] andere afstammelingen gedekt met een goud gekroonden, getralieden, gehalsbanden en omboorden, zilveren helm, gevoerd en gehecht van rood, met dekkleeden van zilver en rood. Helmteeken: de leeuw van het schild, houdende een zilveren penning in de rechterpoot. Wapenspreuk: 'In labore quies' van zilver, op een fladderend rood lint.

## Enkele telgen
Ferdinand baron Baeyens (1837-1914), gouverneur van de Generale Maatschappij
- Georges baron Baeyens (1867-1894)
  - Jkvr. Marthe Baeyens (1894-1977); trouwde in 1919 met haar volle neef dr. Fernand baron Puissant Baeyens (1892-1981), bankier en zoon van het echtpaar Puissant-Baeyens en stamouders van het adelsgeslacht Puissant Baeyens
- Jkvr. Berthe Baeyens (1869-1930); trouwde in 1887 met Ernest Puissant (1865-1902)
  - Dr. Fernand baron Puissant Baeyens (1892-1981), bankier
- Ir. Marcel baron Baeyens (1870-1954), administrateur bij de Compagnie Internationale des Wagons-Lits te Parijs
  - James-Ferdinand baron Baeyens (1905-1997), directeur bij het Franse ministerie van Buitenlandse Zaken, opteerde voor de Franse nationaliteit, Frans ambassadeur
    - André baron Baeyens (1930-2015), Frans ambassadeur
    - Patrick baron Baeyens (1935), chef de famille
      - Jhr. Henri Baeyens (1965), vermoedelijke opvolger als chef de famille

    - Jkvr. Jacqueline Baeyens (1942); trouwde in 1984 met Jean Clerté (1930), kunstschilder

### Adellijke allianties
- De Lantsheere (1893), Puissant Baeyens (1919)